# Jurij Tokar
Jurij Lubomyrowycz Tokar (ukr. Юрій Любомирович Токар; ur. 1976 we Lwowie) – ukraiński dyplomata, od 2020 roku Konsul Generalny Ukrainy we Wrocławiu.
Ukończył stosunki międzynarodowe na Uniwersytecie Lwowskim.
Od 1998 roku pełni służbę w dyplomacji Ukrainy. Pracował w Ministerstwie Spraw Zagranicznych Ukrainy oraz w ambasadzie w Wielkiej Brytanii i Północnej Irlandii (2001-2005), Konsulacie Ukrainy w Lublinie (2007-2009), Ambasadzie Ukrainy w Polsce (kierownik konsularnego wydziału 2009-2011) i Ambasadzie Ukrainy w Stanach Zjednoczonych Ameryki (kierownik konsularnego wydziału 2014-2019).